# دونیس اسکوبر
دونیس اسکوبر (اسپانیایی: Donis Escober‎؛ زاده ۳ فوریهٔ ۱۹۸۱) یک بازیکن فوتبال اهل هندوراس است.
وی همچنین در تیم‌های ملی فوتبال هند هندوراس بازی کرده‌است.